# Porphyrio mantelli
El calamón takahe de la Isla Norte (Porphyrio mantelli) es una especie extinta de ave gruiforme de la familia Rallidae que vivía en la Isla Norte de Nueva Zelanda. Solo se conoce de restos subfósiles de varios sitios arqueológicos y de un posible registro de 1894. Parece haber sido incluso más grande que el calamón takahe de la Isla Sur (P. hochstetteri) y, si sobrevivió hasta la década de 1890, fue la rálida más grande en tiempos históricos.
Tradicionalmente se consideraba conspecífico con el calamón takahe de la Isla Sur, pero un estudio realizado en 1996 presentó evidencia de que ambos taxones evolucionaron de forma separada de antepasados voladores, por lo que en la actualidad se consideran especies separadas.